# Audi A6 (C7)

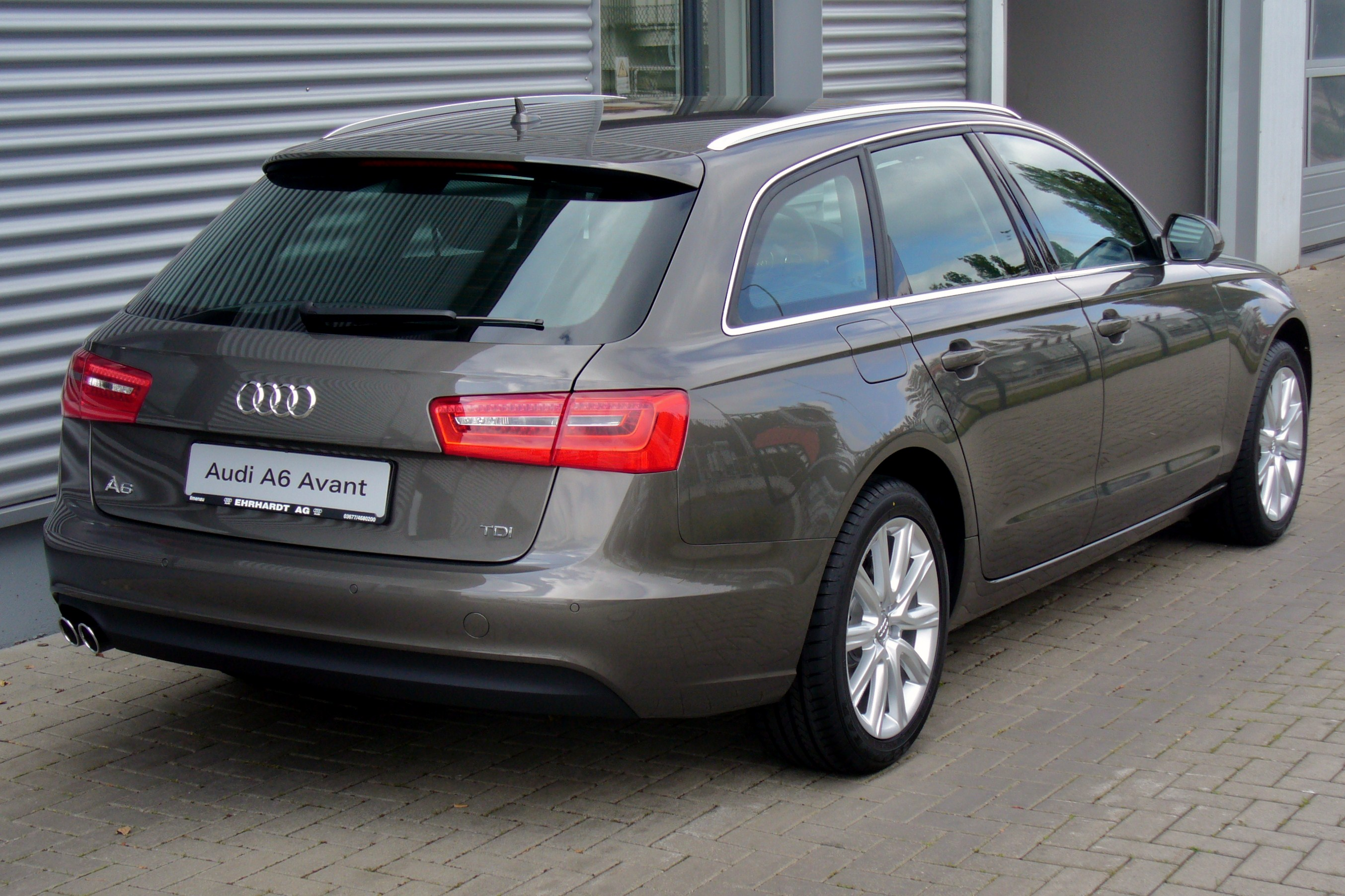
A6 Avant

Audi A6 (C7) — четвёртое поколение Audi A6 (внутреннее обозначение Typ 4G). Было запущено в продажу в начале 2011 года на европейском и других рынках. Автомобиль во многом внешне похож на A8 (D4), изменились лишь некоторые элементы из его деталей экстерьера. Также на его интерьере, платформе и трансмиссии сделан Audi A7 — четырехдверное купе-фастбэк, которое было выпущено незадолго до A6 в 2011 году. По сравнению с A8 и A7, A6 имеет изменённую переднюю панель и светодиодные фары. Новый A6 увеличил колесную базу почти на 76 мм и ширину на 18 мм.

## Двигатели
В Европе предлагаются 2 бензиновых двигателя для C7 — 2,8-литровый FSI V6 и 3,0-литровый FSI с турбонаддувом, а также 2 дизельных двигателя — 2,0-литровый и 3,0-литровый дизельный двигатель с турбонаддувом. Европейский A6 3.0 TFSI дополнительно предлагается с семиступенчатой трансмиссией с двойным сцеплением передач и пневматической подвеской — две особенности, которые не доступны на авто в США.
Для Северной Америки, Audi A6 оснащается 3,0-литровым V6 — тот же двигатель, перенесенный с предыдущего поколения A6 3.0 TFSI, но в паре с восьмиступенчатой автоматической коробкой передач. Для Соединенных Штатов, но не на канадском рынке, базовым будет Audi A6 TFSI FrontTrak (передний привод) с 2,0-литровым турбированным двигателем, тот же двигатель на Audi A4 и Q5, но в связке с Multitronic CVT (бесступенчатая трансмиссия).
V8 был показан в Audi S6 4,0 TFSI Quattro, который будет оснащаться двойным турбонаддувом с прямым впрыском, 420 л. с. и 406 фунт-фут крутящего момента, в паре с семиступенчатой коробкой с двойным сцеплением. Этот двигатель также предлагается на Audi S8 4,0 TFSI Quattro.
A6 имеет все системы помощи водителю от A8, но добавляется Индикатор на лобовом стекле и активный Lane Assist. Он также имеет опциональную полносветодиодную систему.

## A6 Hybrid
Гибридный электрический вариант будет доступен впервые в A6, предлагается 2-литровый TFSI мощностью 211 л. с. (155 кВт) в сочетании с 54 л. с. (40 кВт) электромотора.

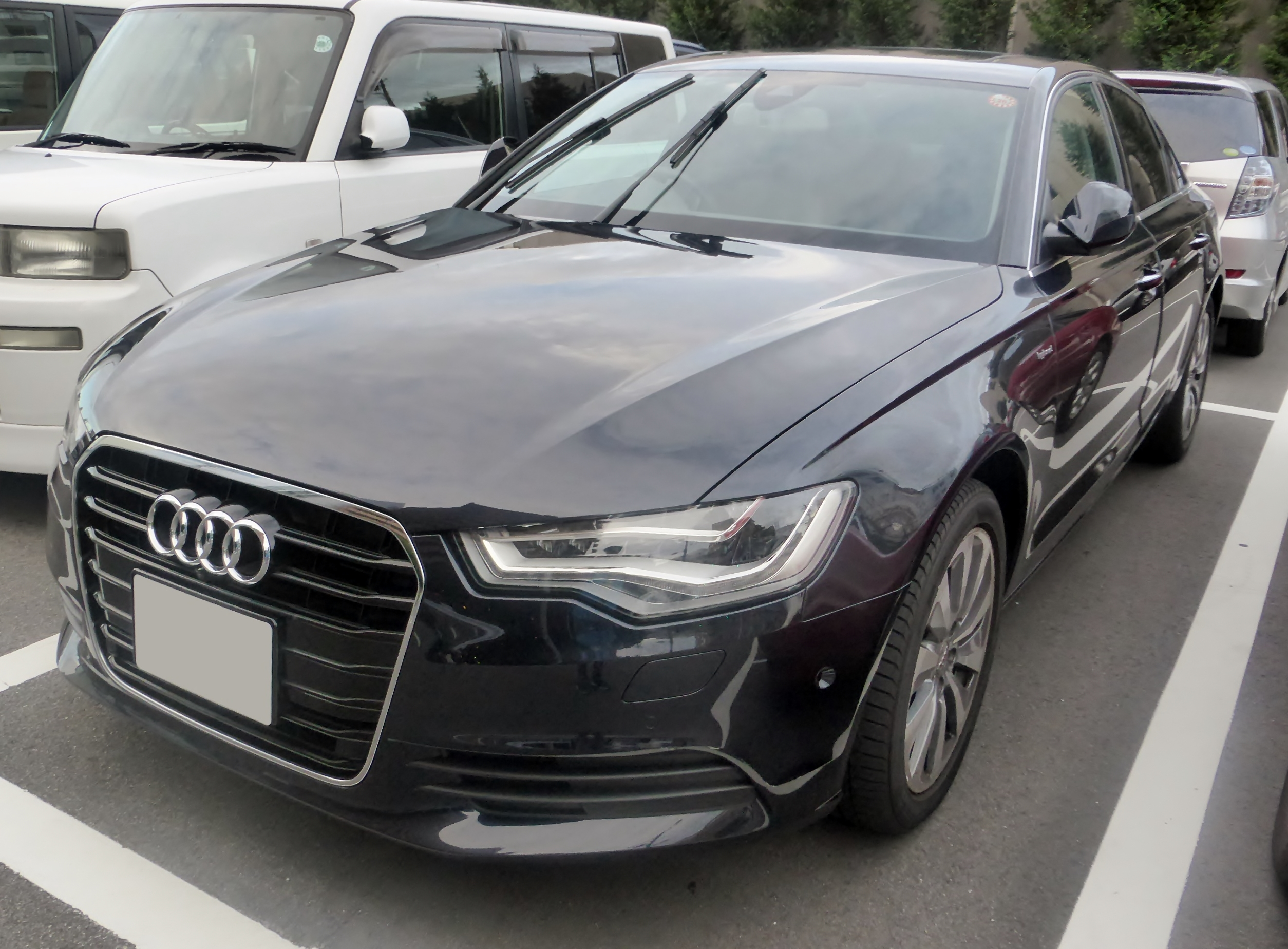
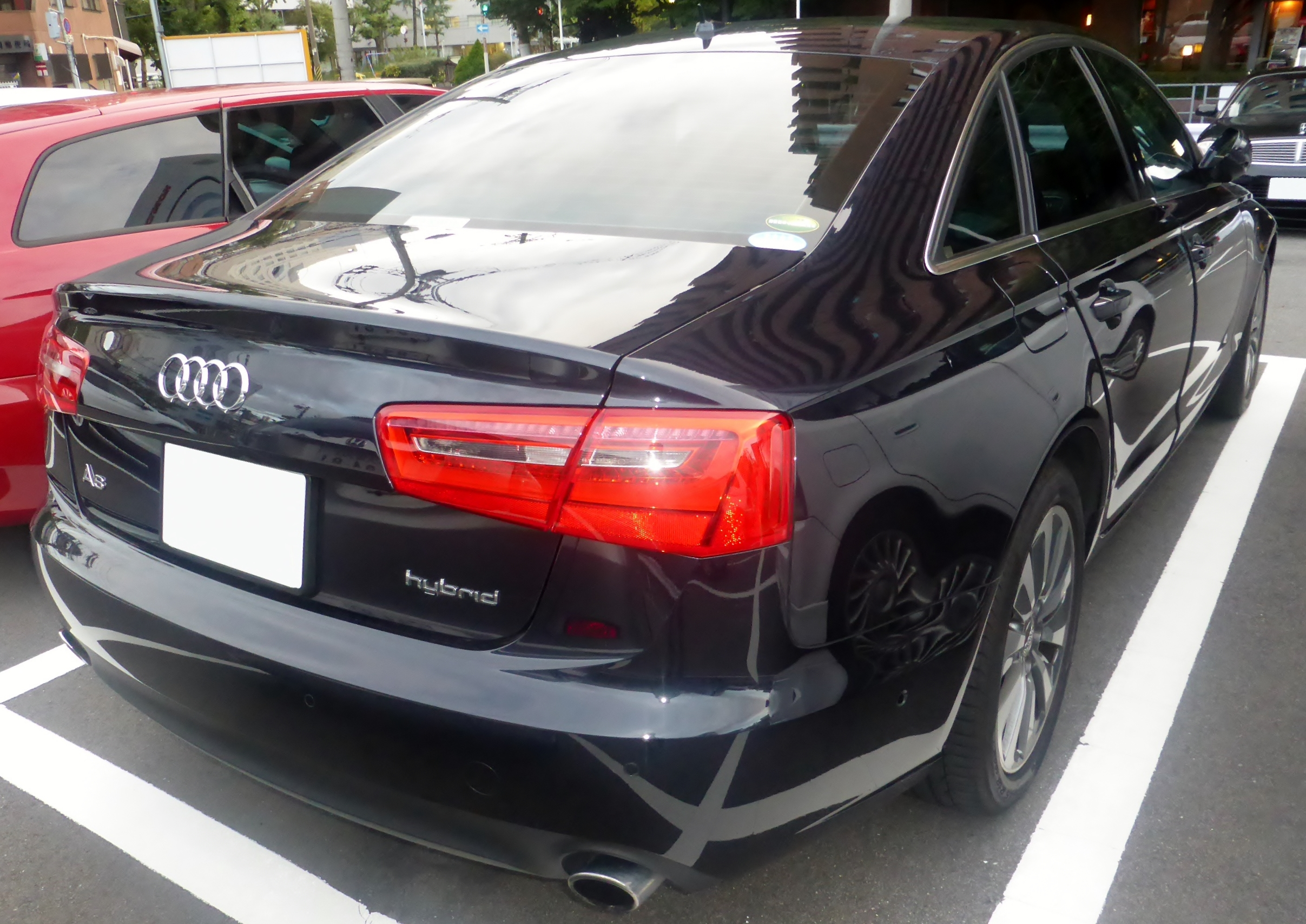

## A6 allroad quattro
Audi A6 Quattro Allroad был показан на Женевском автосалоне-2012, вместе с Audi RS4 Avant 2012 года. Немецкая модель поступила в продажу весной 2012 года.

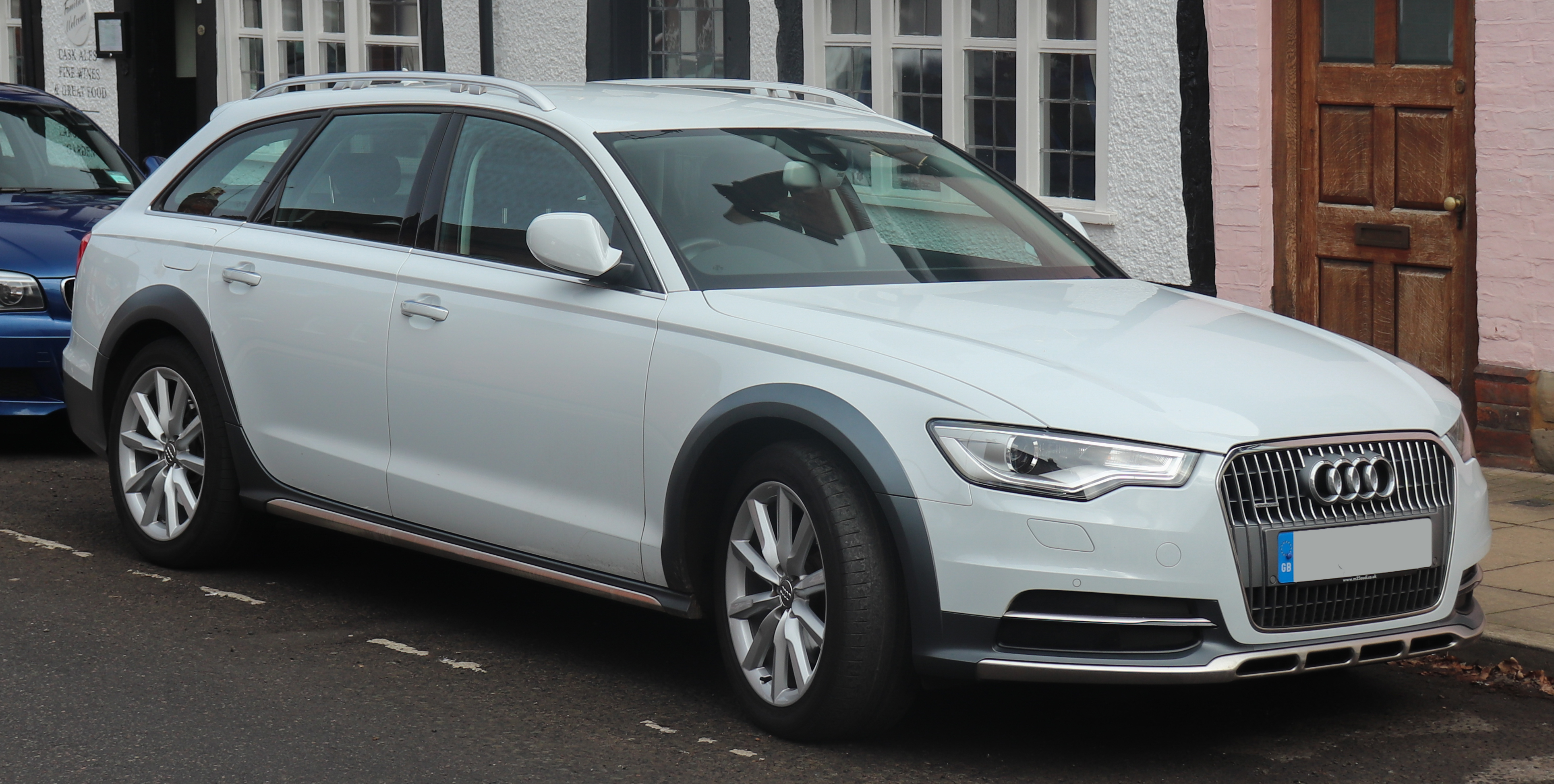
2012
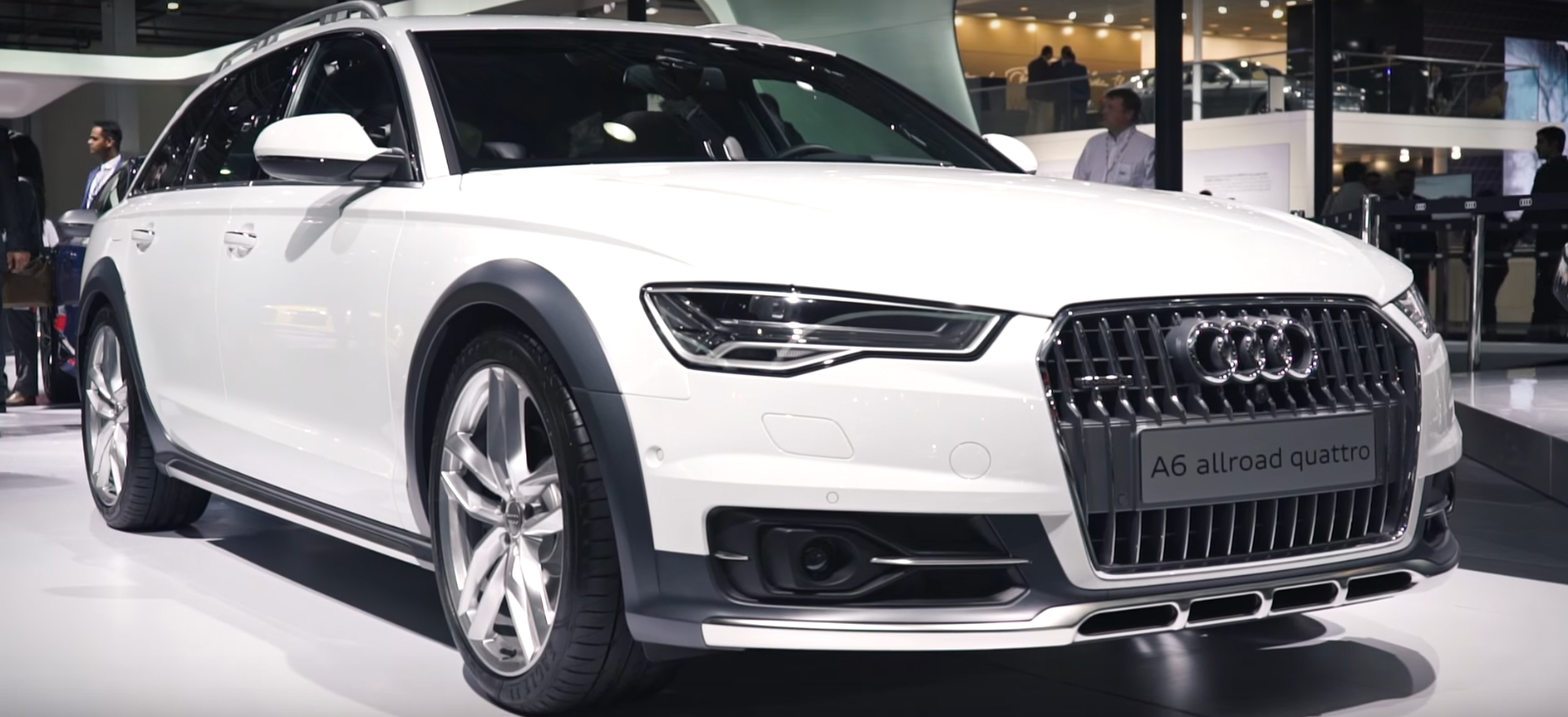
(Facelift) 2015

## A6 L
Audi A6 L был представлен в 2012 году в Гуанчжоу.

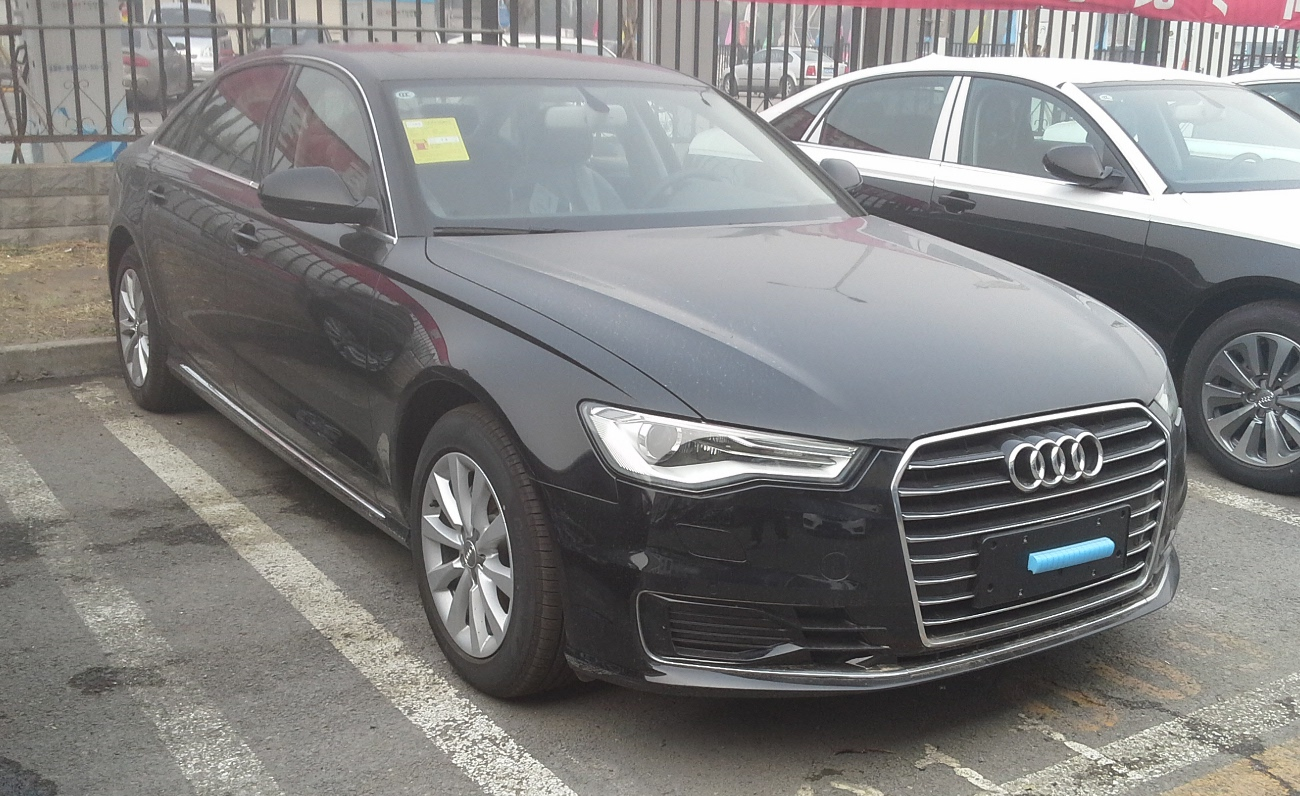
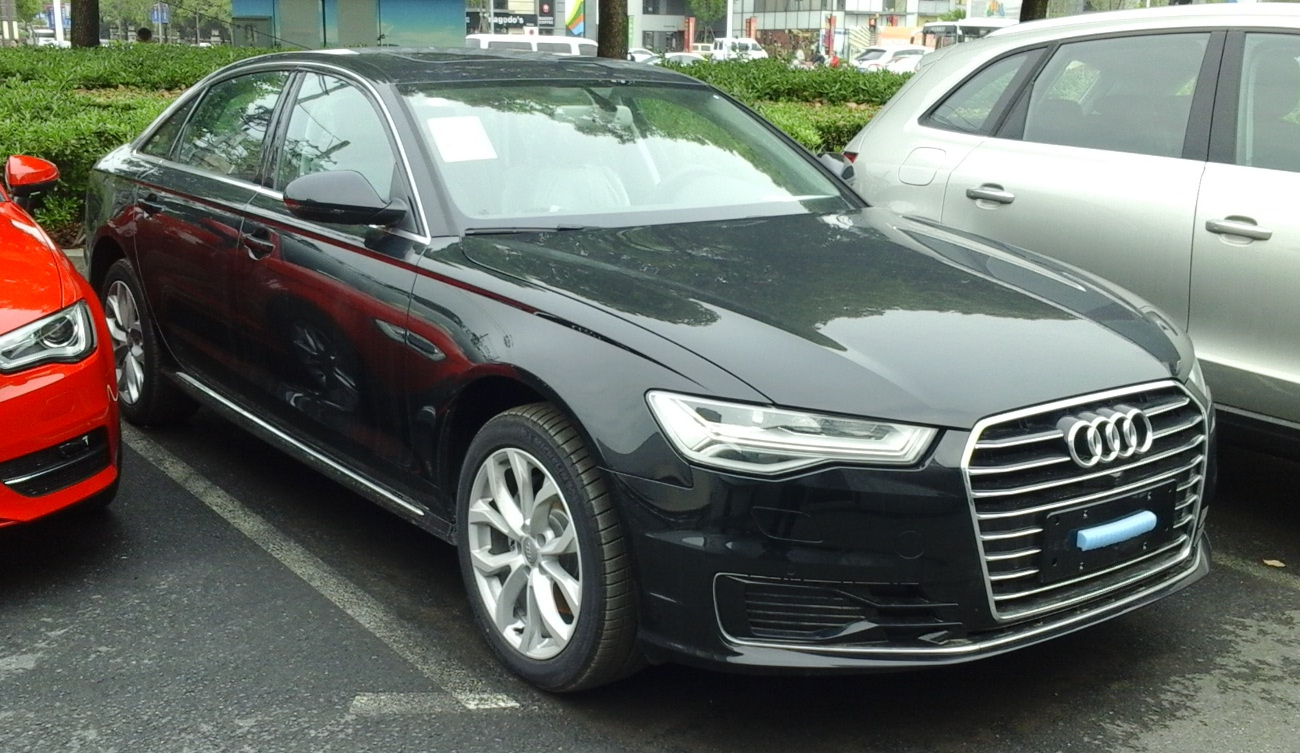

## S6
Спортивная версия A6 (S-серия). Двигатель V8 TFSI объёмом 3993 см3. Прошёл модернизацию в 2012 году, и теперь имеет 7-скоростной S-Tronic с двойным сцеплением.
- Мощность: 420 л. с. (2012),  450 л. с. (Facelift 2014)
- Разгон: 4.9 сек. (универсал),  4,8 сек. (седан) (2012)
- Разгон: 4.6 сек.(универсал),  4,4 сек. (седан) (2014)
- Макс. скорость 250 км/ч

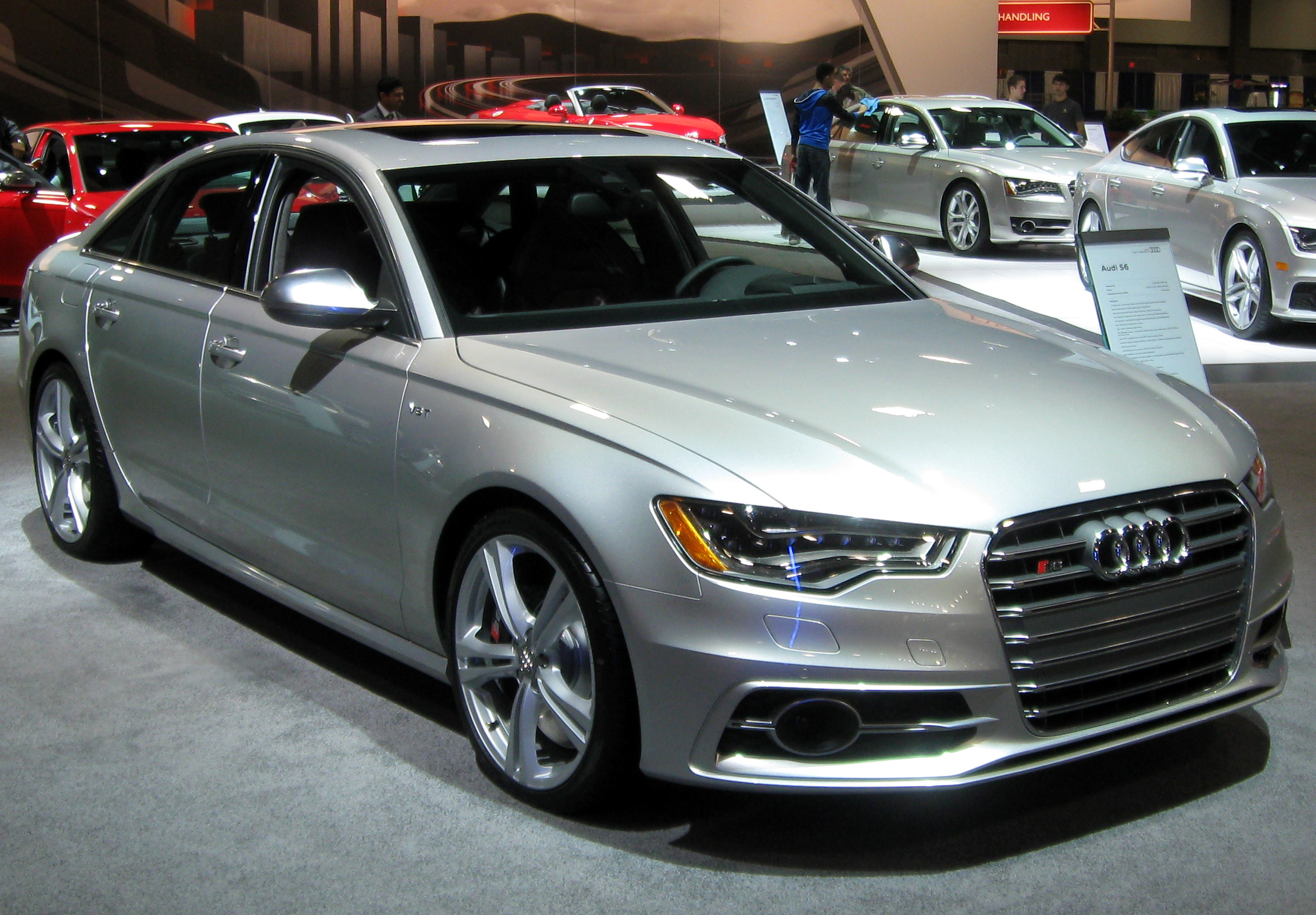
Седан 2012
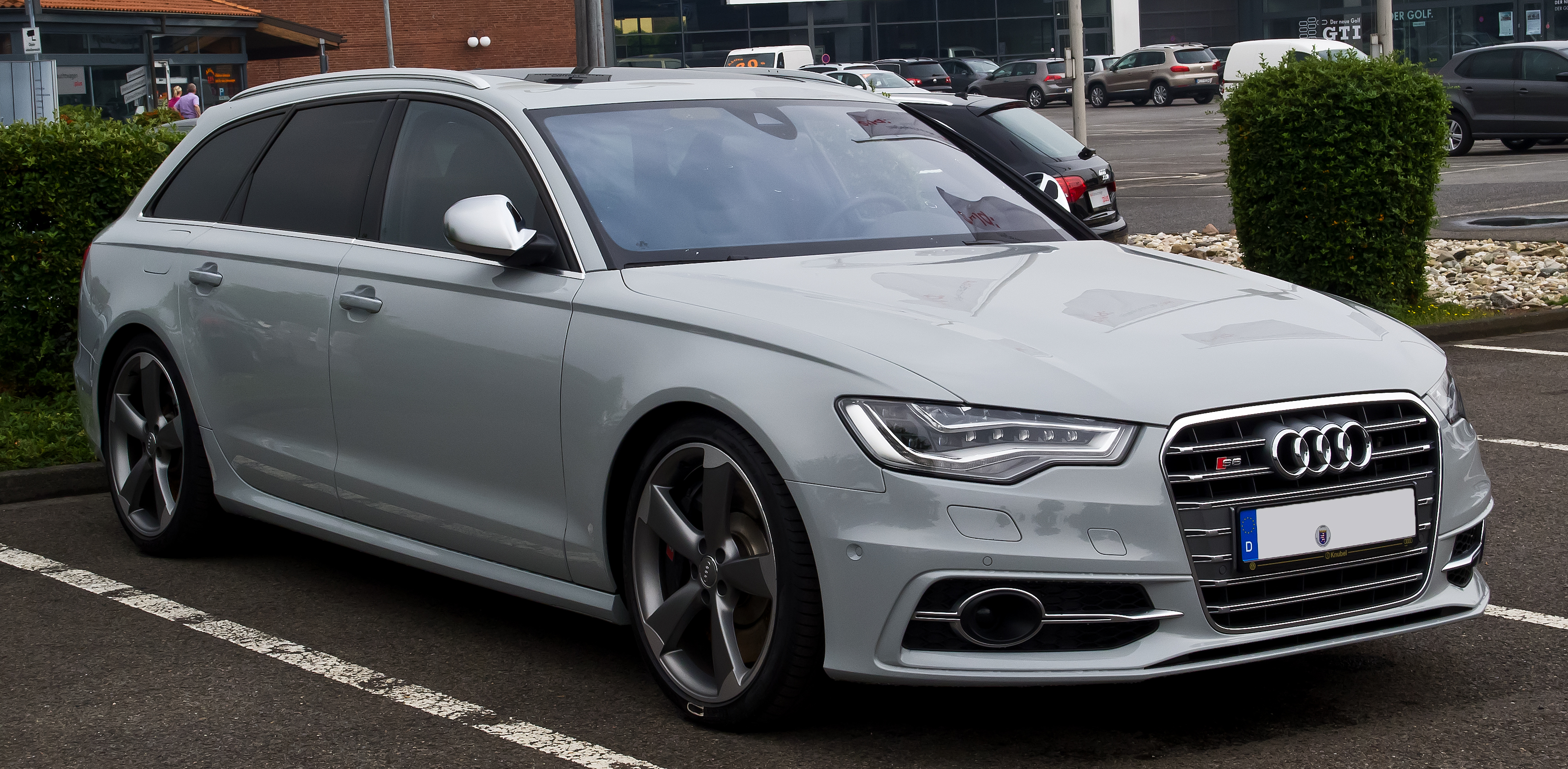
Универсал 2012
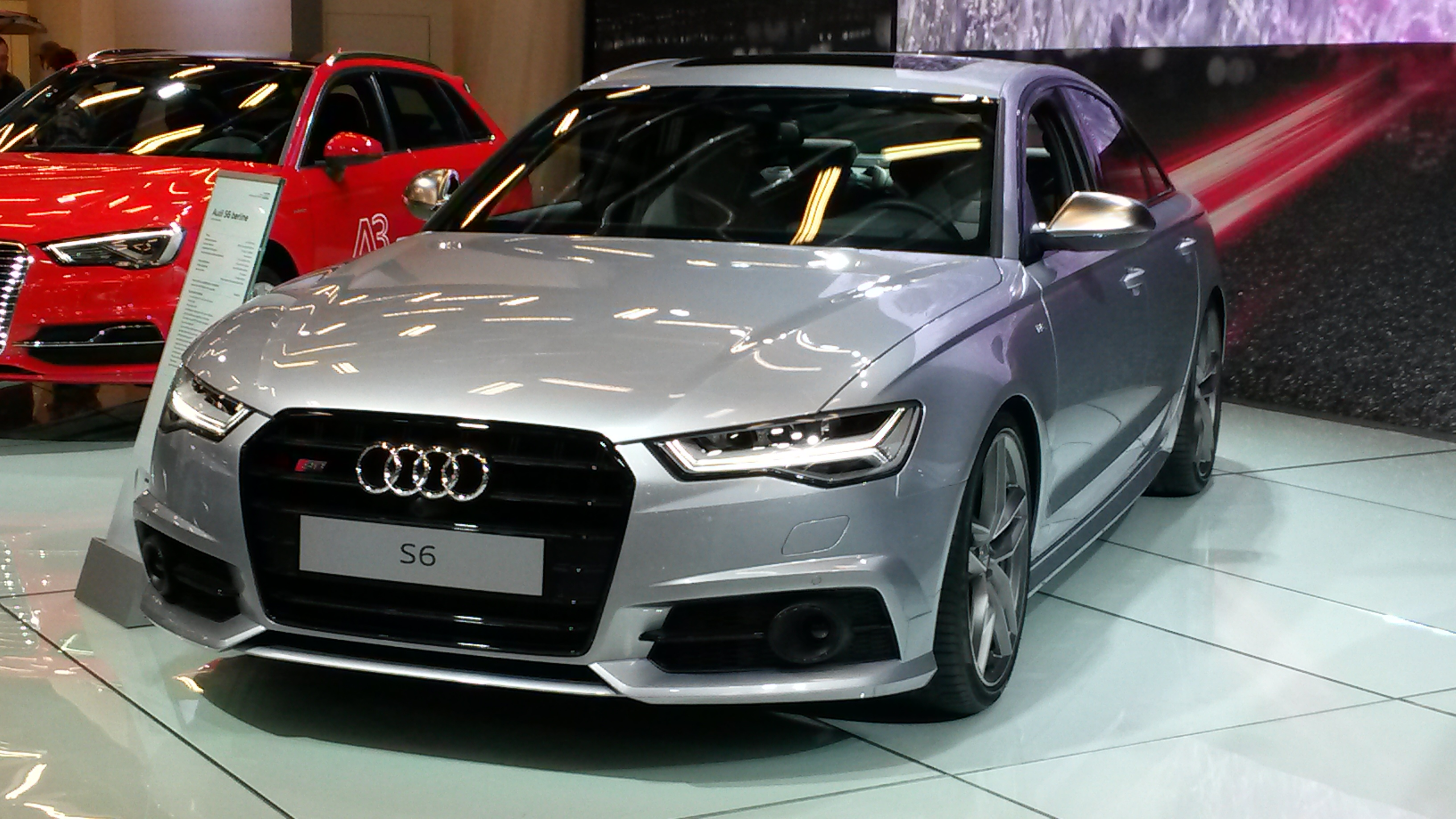
Седан 2015 (Facelift)
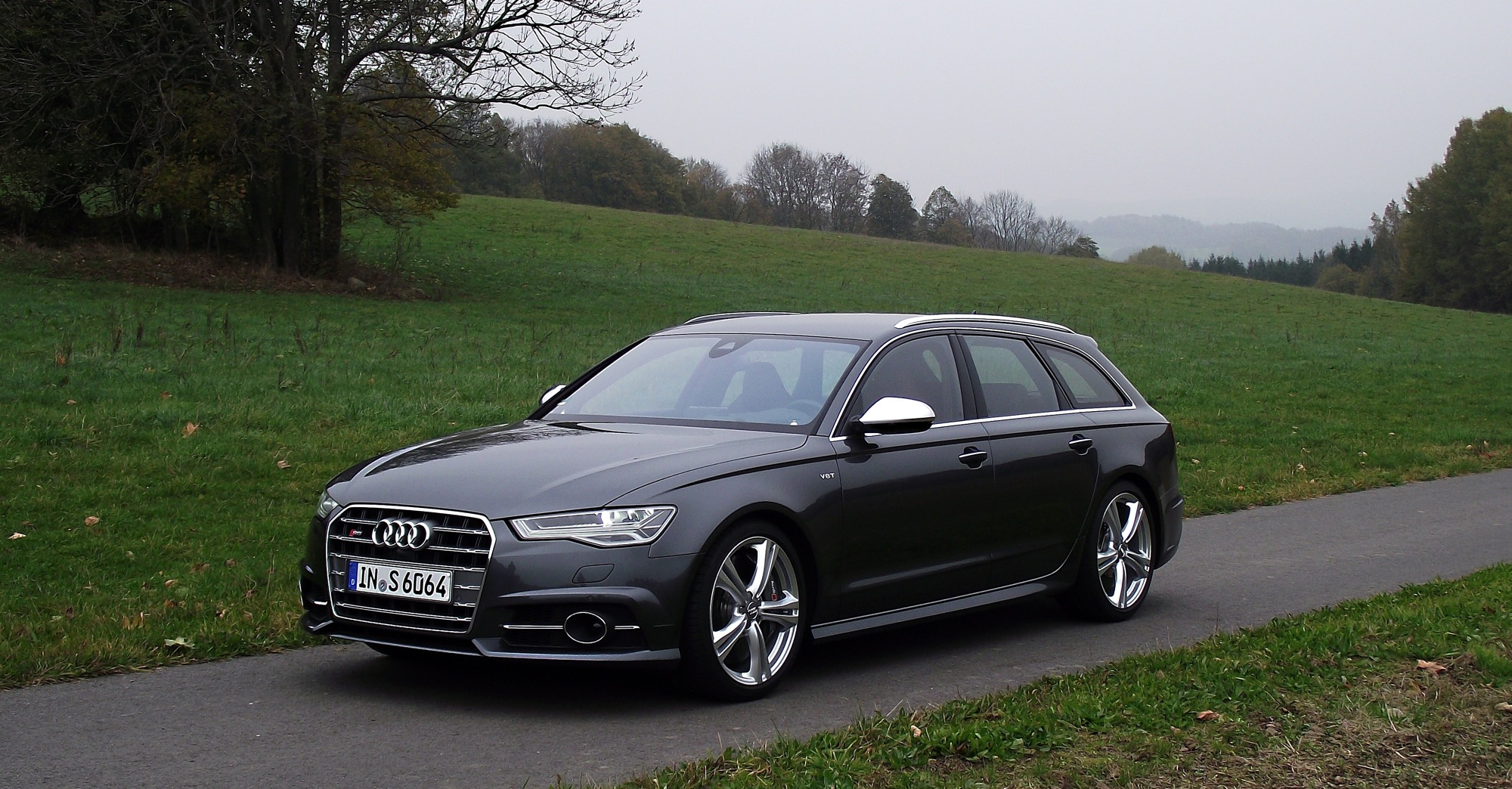
Универсал 2015 (Facelift)

## RS 6 Avant
Самая мощная версия автомобиля (RS-серия).
- Двигатель V8 TFSI объемом 3993 см3.
- Мощность: 560 л. с.,  605 л. с, (performance) 705 л. с. (performance Nogaro Edition[4])
- Разгон: 3.9 сек. (2012),  3,7 сек. (performance)
- Макс. скорость 250 / 280 / 305 км/ч (опционально) 320 км/ч (performance Nogaro Edition)

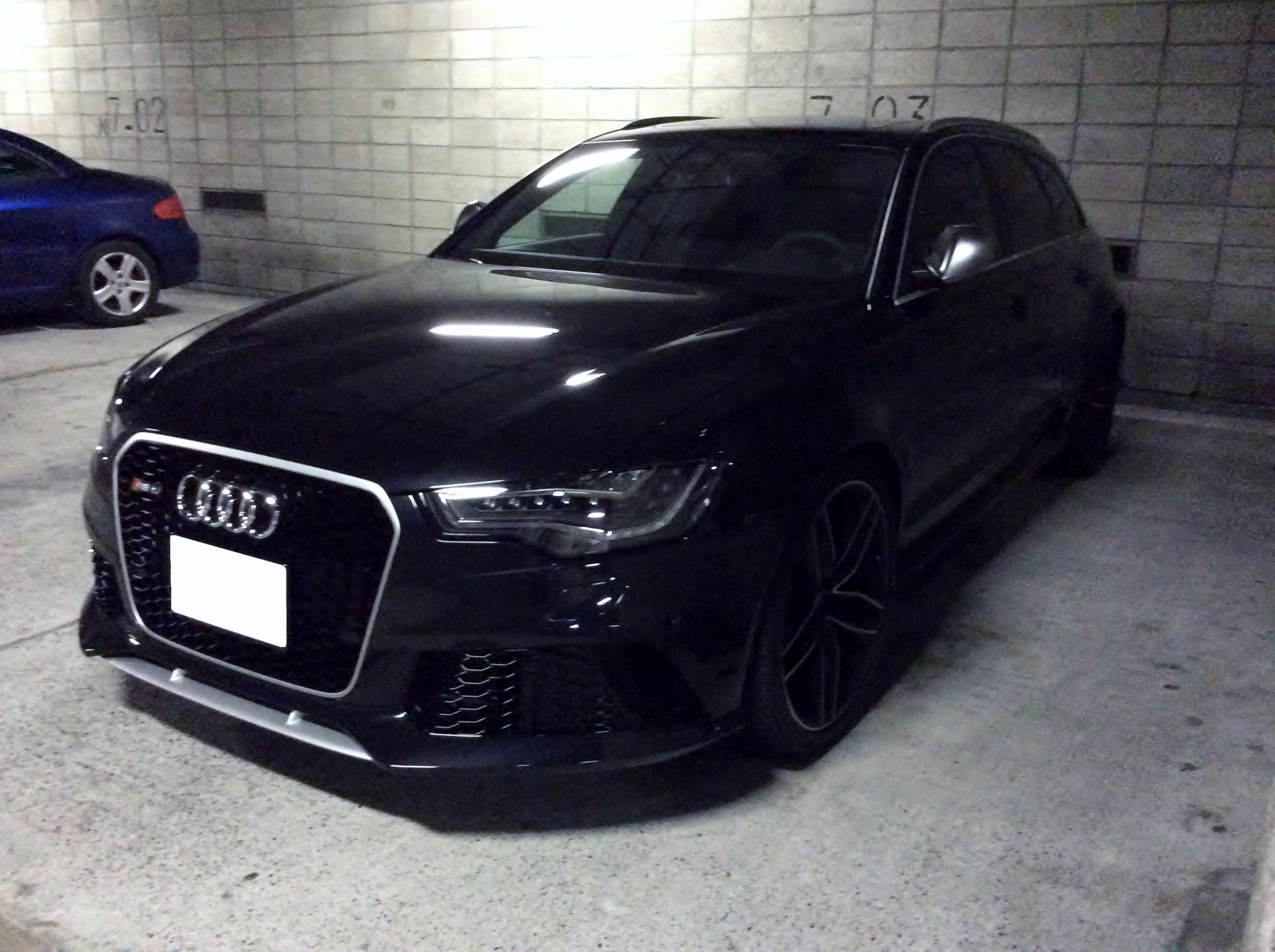
2013
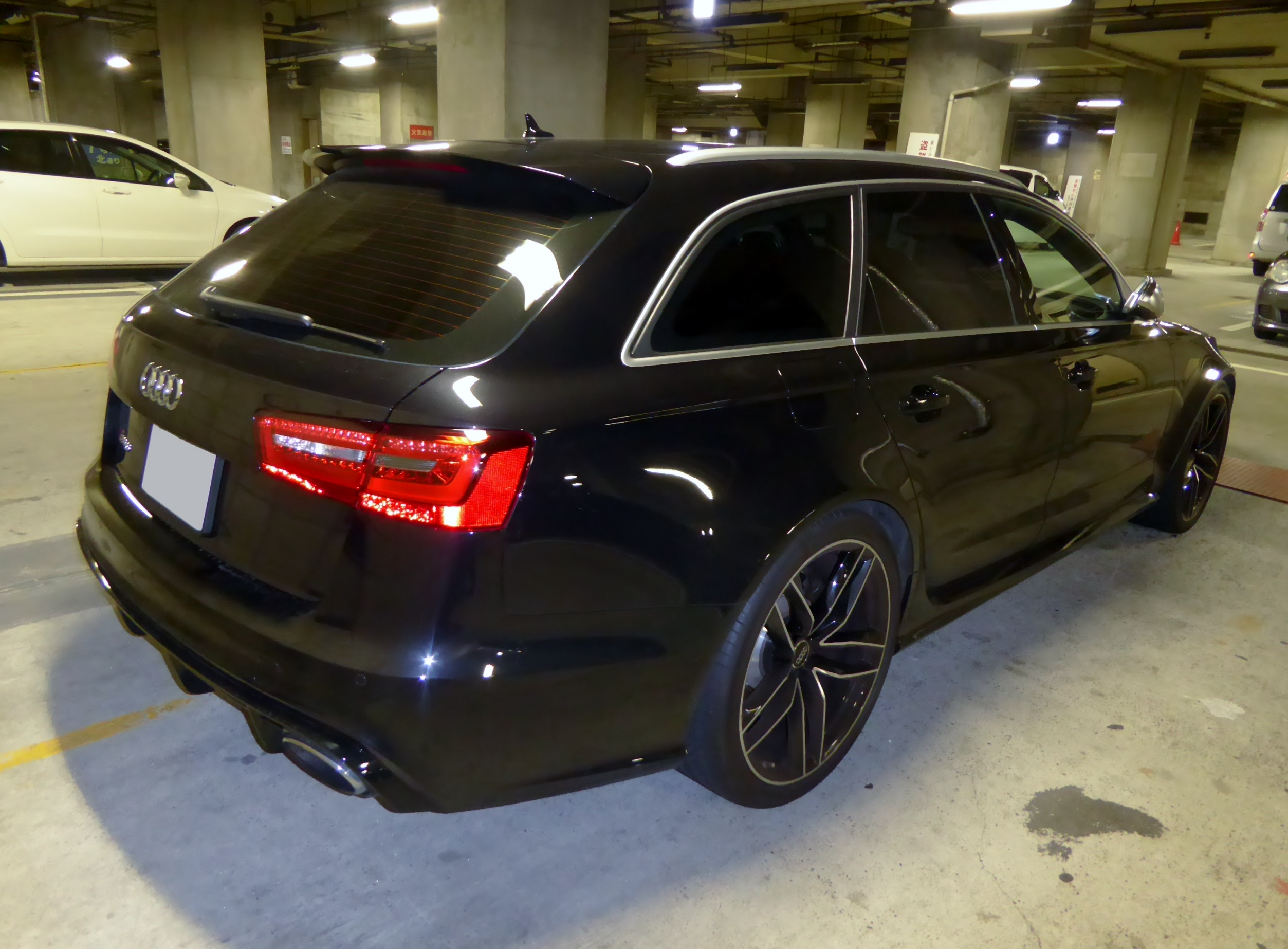
2013
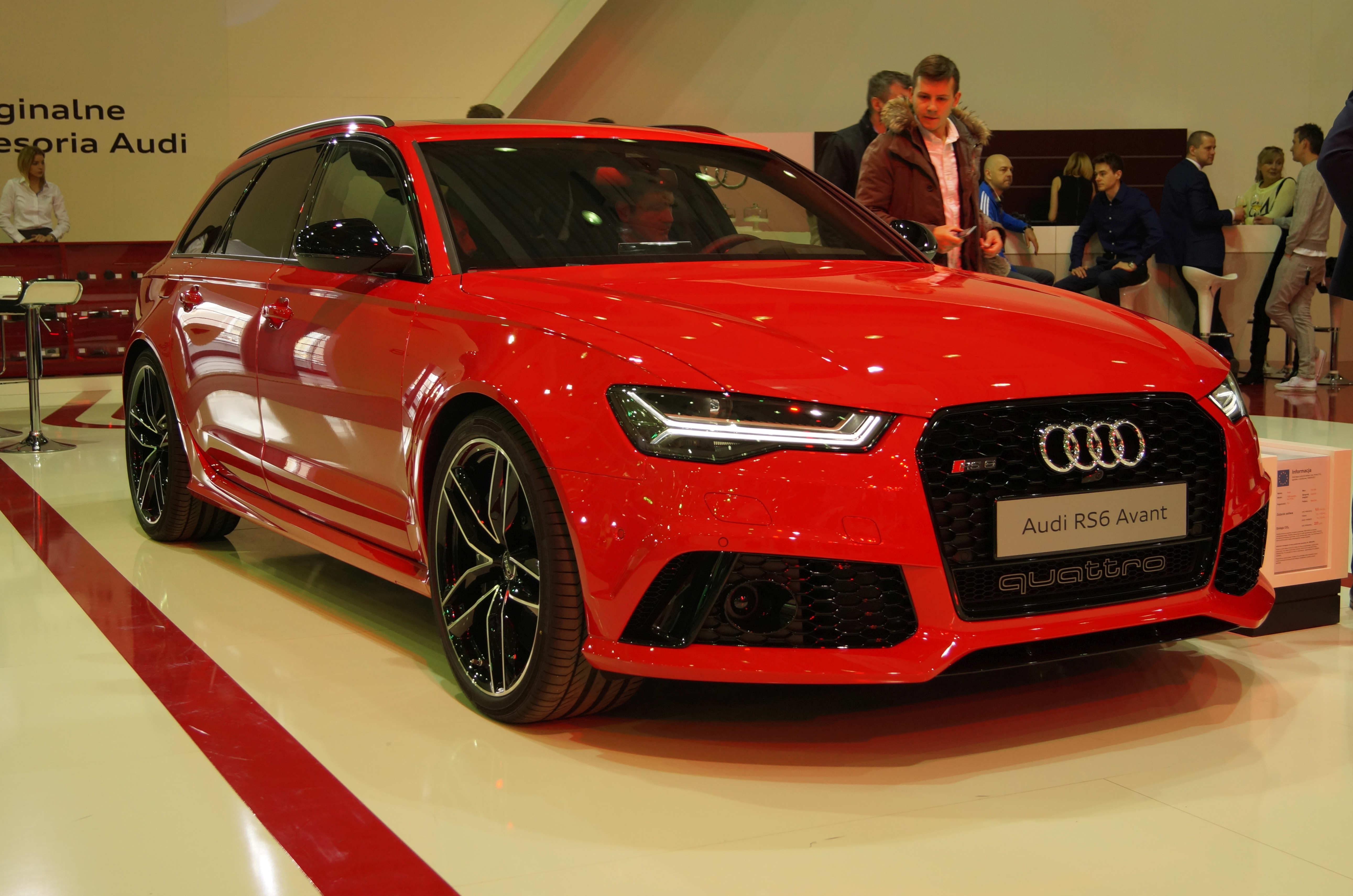
2016 performance
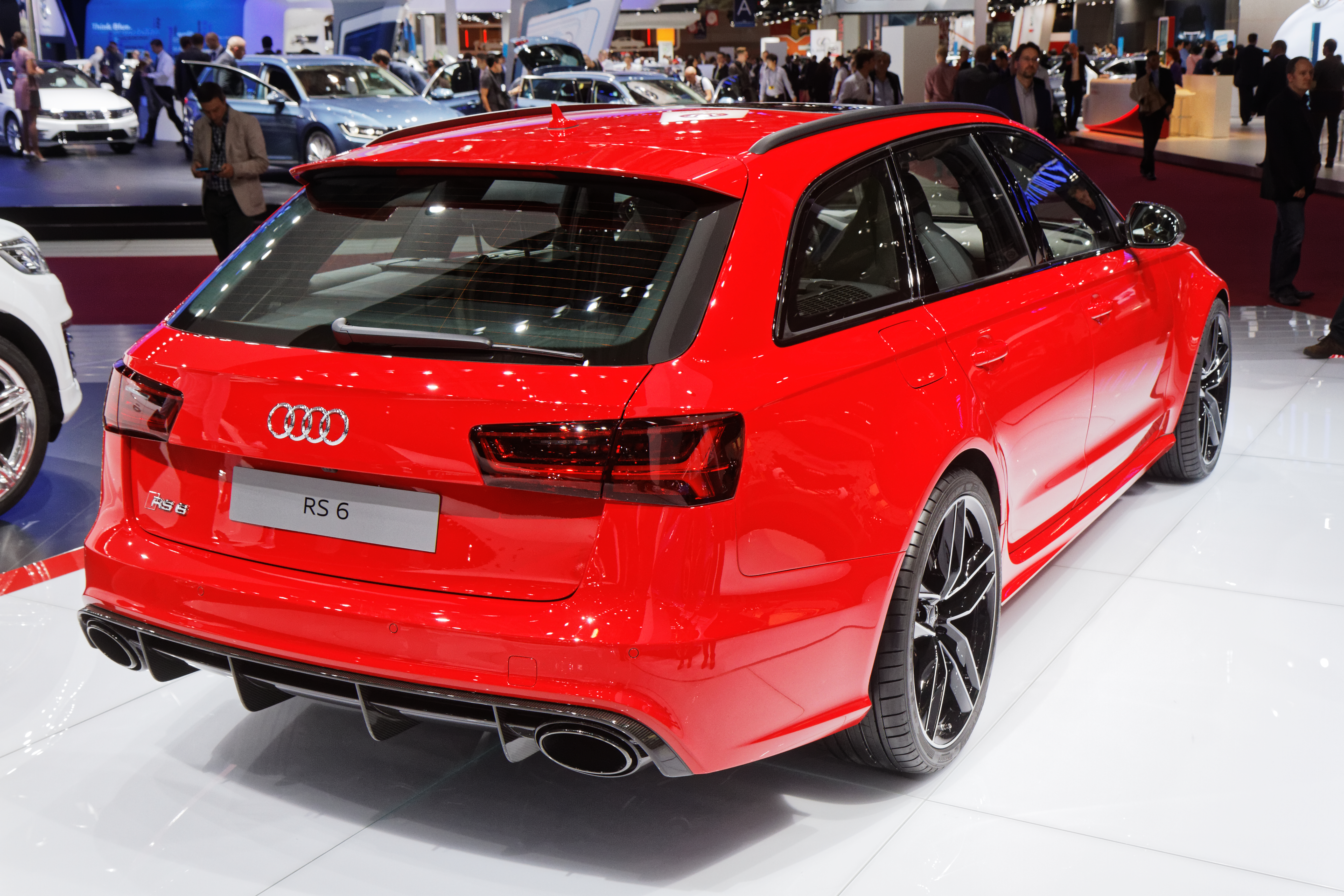
2016 performance

## Безопасность
| Euro NCAP                                             | Euro NCAP | Euro NCAP | Euro NCAP             |
| ----------------------------------------------------- | --------- | --------- | --------------------- |
| · общий рейтинг                                       |           |           |                       |
| 91%                                                   | 83%       | 41%       | 86%                   |
| взрослый пассажир                                     | ребёнок   | пешеход   | активная безопасность |
| Протестированная модель: Audi A6, 2,0 TDI, LHD (2011) |           |           |                       |

| Euro NCAP                                                         | Euro NCAP | Euro NCAP | Euro NCAP             |
| ----------------------------------------------------------------- | --------- | --------- | --------------------- |
| · общий рейтинг                                                   |           |           |                       |
| 93%                                                               | 85%       | 81%       | 76%                   |
| взрослый пассажир                                                 | ребёнок   | пешеход   | активная безопасность |
| Протестированная модель: Audi A6 40 TDI Sportline 4x2, LHD (2018) |           |           |                       |